# اليمن في العصر العباسي
اليمن في العصر العباسي (127 - 569 هـ/ 750 - 1173 م) بزوال دولة بني أمية دخلت البلاد في ظل الدولة العباسية. يقسم المؤرخون خلافة العباسيين إلى عصرين: عصر قوة أول حكم فيه العباسيون اليمن مباشرة من خلال ولاتهم، وعصر ضعف ثان تميز بقيام دول منفصلة عن دولة الخلافة حيث أقام الزياديون دولتهم في زبيد في تهامة وخلفهم عبيدهم من بني نجاح، وكذا دولة بني يعفر ودولة الأئمة الزيدية في صعدة والدولة الزريعية في عدن وبنو حاتم في صنعاء. وشهد اليمن اضطرابات مذهبية خلال العصر العباسي الثاني.

## العصر الأول
وفي العصر الأول تمكن العباسيون من بسط سيادتهم على كل رقعة الخلافة باستثناء الأندلس وأجزاء من شمال أفريقيا، كما تمكنوا من القضاء على الثورات التي هاجت ضدهم. وفيه سار العباسيون من جهة نظام الحكم سيرة الأمويين قبلهم وأرسلوا الولاة إلى اليمن بمخاليفه المتعددة، كما تفاوتت مددهم قصراً وطولاً واستمر كذلك نظام الاستنابة، ومجمل القول إن اليمن في العصر الأول عرفت ولاةً عباسيين أقوياء تمكنوا من ضرب الثورات التي قامت ضدهم خاصة في حضرموت زمن الوالي معن بن زائدة الشيباني الذي ولي اليمن لأبي جعفر المنصور وجهات تهامة والساحل زمن الوالي حماد البربري الذي ولي اليمن لهارون الرشيد، والذي عانى من ثورة قام بها الهيصم بن عبد الصمد الحميري استمرت فترة طويلة، وقد بدأت أولاً نخوةً على العار ضد الوالي العباسي لتتحول بعدئذ إلى ثورة للإطاحة بالوجود العباسي في اليمن، وقد استعمل حماد البربري الشدة والخداع في القضاء على هذه الثورة. ومع ذلك تذكر المصادر إن عهد حماد كان عهد استقرار وأمان وخصب وعمار، كما يذكر بالخير أيضاً الوالي محمد بن خالد البرمكي الذي قام بجر غيل إلى صنعاء عرف بغيل البرمكي، أما الأكثر من ولاة بني العباس فقد اشتهروا بالظلم وهو ما سيمهد عند ضعف الدولة العباسية لتكون اليمن مركزاً لنشوء الدويلات المنفصلة أو المستقلة عن الخلافة العباسية، ويمكن أن نقرر أنه حتى أوائل القرن الثالث الهجري كانت اليمن ولاية تابعة للدولة العباسية مباشرة حتى مع وجود دولة بني زياد في تهامة عام 203 هـ.

## العصر الثاني
أما في العصر الثاني فقد أدى الضعف المتنوع الأسباب إلى خروج كثير من الأقاليم عن سيطرتهم، وقد عانت اليمن مثل غيرها من بقاع العالم الإسلامي من المجابهات الدموية بين العباسيين والعلويين الذين قاموا بثورات متكررة للإطاحة بحكم بني العباس. وقد جرب أحد العلويين حظه في اليمن للحصول على نطاق جغرافي يحكمه وهو إبراهيم بن موسى الذي تنعته المصادر بالجزار، ومع أنه حورب من القوى المحلية وولاة العباسيين، إلا أنه وهو يفر في جهات اليمن مهزوماً أمام القوى المحلية وجيوش العباسيين يتم تعيينه والياً رسمياً على اليمن من قبل الخليفة العباسي المأمون الذي كان كما يبدو يجهل سيرته في اليمن، لكن كان للتعيين صلة برغبة المأمون في جعل الخلافة من بعده علوية، إذ عين المأمون أخا إبراهيم الجزار هذا علي بن موسى الملقب بعلي الرضا وليا للعهد، ولبس المأمون اللون الأخضر شعار العلويين، وقد أدت هذه الخطوة المختلف على تفسير دوافعها بين المؤرخين من قبل المأمون إلى ردود أفعال عند باقي العباسيين وأعوانهم من الخراسانية في بغداد انتهت بعزل المأمون عن منصبه وتعيين عمه إبراهيم بن المهدي خليفة بدلاً عنه، ولما تدارك المأمون موقفه بموت أو بسم علي الرضا هذا عاد إلى بغداد عباسياً بلونه الأسود، وهذا الاضطراب الذي شهدته بغداد شهدته كذلك اليمن، أولاً لتثبيت سلطة إبراهيم الجزار الشرعية، ثم لعزله وإقصائه بعد انقلاب المأمون على العلويين.

### الانفصال عن الخلافة العباسية
غذَّت هذه الأحداث القوى المحلية برغبات في الانفصال عن الخلافة العباسية، ويبدو أن الخلافة العباسية قد أدركت توثبات أهل اليمن نحو الاستقلال من جراء الثورات الكثيرة التي كانت تقع في المرتفعات والسهول، فقامت بدعم حكم آل زياد في تهامة كي تضمن على الأقل بقاء الطرق التجارية البحرية بعيدة عن تقلبات الأحوال السياسية في المرتفعات على السلطة، بين زعامات قبلية ومذهبية ستستغرق ما يناهز الأربعة القرون ابتداءً من نشوء الدولة الزيادية في تهامة وانتهاءً بوقوع اليمن تحت الحكم الأيوبي في عام 569 هـ.

### الدول المستقلة
أمَّا القوى التي شاركت في الصراع على السلطة في أقاليمها أو حاولت الاستيلاء على كل اليمن، فكانت:
- بنو زياد في زبيد في الفترة من 203 – 409 هـ/ 819 – 1019م؛
- بنو يعفر الحواليين الحميريين، وكانوا على المذهب السني ومراكزهم في صنعاء وشبام في الفترة من 225 – 393 هـ/ 839 – 1003م؛
- الأئمة الزيديون في دولتهم الأولى، نسبة إلى الإمام زيد بن علي زين العابدين، وقد اتخذت الدولة الزيدية الأولى بزعامة مؤسس الدولة والمذهب الزيدي في اليمن يحيى بن الحسين الرسي، من صعدة مركزاً لها في الفترة 284 – 444 هـ/ 897 – 1052م؛
- الإسماعيليون القرامطة في دولتهم الأولى ومراكزها المذيخرة، ولاعة في الفترة 291 – 321 هـ/ 903 – 933م؛
- بنو صليح وهم الإسماعيليون في دولتهم الثانية، والتي كانت تابعة لحكم الفاطميين، ومراكزهم جبل مسار في حراز، وصنعاء وجبلة وحصن أشيح في آنس في الفترة 439 – 532هـ/ 1048 – 1138 م؛
- بنو نجاح في زبيد، وهم وارثو الدولة الزيادية وكانوا عبيداً لهم من الأحباش فتمكنوا من السيطرة على الدولة بعدئذٍ وأبقوا على مذهبها السني في الفترة 403 – 555 هـ/ 1013 – 1161م؛
- بنو زريع في عدن في الفترة 470 – 569 هـ/ 1078 – 1174 م؛
- بنو حاتم في صنعاء وكانوا على المذهب الإسماعيلي في الفترة 494 – 569 هـ/ 1101 – 1174م؛
- بنو مهدي الحميريون في زبيد، نسبة إلى المؤسس علي بن مهدي والذي قضى على حكم النجاحيين وخلفهم في زبيد في الفترة 553 – 569 هـ/ 1159 – 1174م.